# Chlorochaeta subdelicata
Chlorochaeta subdelicata là một loài bướm đêm trong họ Geometridae.